# Metropolitan Borough of Southwark

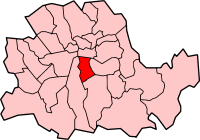
Lage von Southwark im früheren County of London

Der Metropolitan Borough of Southwark war ein Bezirk im Ballungsraum der britischen Hauptstadt London mit dem Status eines Metropolitan Borough. Er existierte von 1900 bis 1965 und lag im Zentrum der ehemaligen Grafschaft County of London.

## Geschichte
Southwark entstand aus mehreren zuvor eigenständigen Gebieten in der Grafschaft Surrey. Es waren dies die Civil Parishes Newington und Southwark St George the Martyr sowie der St Saviour’s District. Letzterer war eine Verwaltungsgemeinschaft der kleinen Civil Parishes Southwark Christchurch und Southwark St Saviour. Alle Gemeinden gehörten ab 1855 zum Einzugsgebiet des Zweckverbandes Metropolitan Board of Works. 1889 gelangten sie zum neuen County of London, elf Jahre später wurden sie zu einem Metropolitan Borough zusammengefasst.
Bei der Gründung von Greater London im Jahr 1965 entstand aus der Fusion der Metropolitan Boroughs Bermondsey, Camberwell und Southwark der London Borough of Southwark.

## Statistik
Die Fläche betrug 1131 Acres (4,58 km²). Die Volkszählungen ergaben folgende Einwohnerzahlen:
Frühere Gebiete zusammengefasst:
| Jahr      | 1801   | 1811   | 1821   | 1831    | 1841    | 1851    | 1861    | 1871    | 1881    | 1891    |
| Einwohner | 62.669 | 78.219 | 99.562 | 116.006 | 134.225 | 152.371 | 173.900 | 175.049 | 195.164 | 202.693 |

Metropolitan Borough:
| Jahr      | 1901    | 1911    | 1921    | 1931    | 1951   | 1961   |
| Einwohner | 206.180 | 191.907 | 184.404 | 171.695 | 97.221 | 86.249 |